# Tomáš Baťa

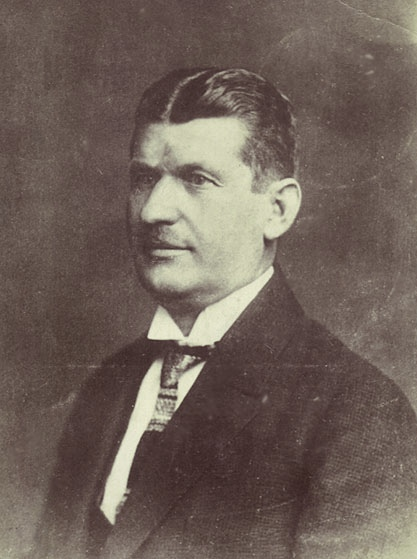
Tomáš Baťa

Tomáš Baťa, född 3 april 1876 i Zlín, död 12 juli 1932 i Otrokovice, var en tjeckisk skofabrikant. Han var grundläggare av företaget Bata.
Baťa praktiserade som skomakare i faderns verkstad och satte 1894 tillsammans med sin äldre bror upp en liten verkstad i Zlín. Affären gick bra, och Baťa startade 1900 en egen skofabrik i tämligen blygsam skala. Den utvidgades mer och mer, och när första världskriget kom, fick han nära nog ensamrätten till skoleveranserna åt armén och skickade även stora beställningar till Tyskland.
Vid Baťas död sysselsattes 20000 arbetare i hans fabriker. I Tjeckoslovakien hade han 1200 egna skoaffärer samt egna försäljningsställen och generalagenturer överallt i Europa. Han omkom då han störtade med sitt privata flygplan.

## Utmärkelser
Asteroiden 4318 Baťa är uppkallad efter honom.